# Domaželice
Domaželice är en ort i Tjeckien.   Den ligger i regionen Olomouc, i den östra delen av landet, 240 km öster om huvudstaden Prag. Domaželice ligger 229 meter över havet och antalet invånare är 453.
Terrängen runt Domaželice är platt.Runt Domaželice är det ganska tätbefolkat, med 222 invånare per kvadratkilometer. Närmaste större samhälle är Přerov, 7,5 km väster om Domaželice. Trakten runt Domaželice består till största delen av jordbruksmark.